# Gammiella capillacea
Gammiella capillacea là một loài Rêu trong họ Sematophyllaceae. Loài này được (Griff.) Tixier mô tả khoa học đầu tiên năm 1977.